# 曾呈奎
曾呈奎（1909年6月18日—2005年1月20日），男，福建厦门人，中国海洋生物学家，长期从事海藻生物学研究。

## 生平
1931年毕业于厦门大学植物系理学学士学位。1934年获岭南大学研究院理学硕士学位。1942年在美国密执安大学W.R. Taylor教授门下学习海藻分类学。Taylor教授一生共收过四名中国博士研究生，另外三位分别是中国科学院水生生物研究所饶钦止教授，中国科学院植物研究所吴素萱研究员，以及福建师范大学周贞英教授。1942年获美国密执安大学（密歇根大学）研究院理学博士学位。
1950年12月加入中国民主同盟。1980年1月加入中国共产党。曾任中国科学院海洋研究所研究员、名誉所长。

## 社会兼职
第三至九届全国人大代表，第四至六届民盟中央委员会委员，第七届民盟中央参议委员会常委，第一、二、三、四届民盟山东省委副主委，第五、六、七届民盟青岛市委主委，第八、九、十届民盟青岛市委名誉主委；山东省科协名誉主席，山东省归国华侨联合会名誉主席。

## 学术贡献
曾呈奎教授是中国海洋科学的主要开拓者之一，海藻学研究的奠基人之一和以及海藻化学工业的开拓者之一。

### 海洋科学
1946年从美国斯克里普斯海洋研究所去职回到中国大陆后，曾呈奎教授曾任山东大学植物系主任、水产养殖系首任系主任，后于1950年与童第周教授等人一起创立中国科学院水生生物研究所青岛海洋生物研究室，该室后扩大为中国科学院海洋生物研究室，及至1957年改制为现今中国科学院海洋研究所。五十年代初海洋生物研究室创立时即为副主任、改制扩建后长期担任第一副所长，1978年至1985年任所长，后转任名誉所长至逝世。曾呈奎教授曾是中国海洋湖沼学会第三、四任理事长，与饶钦止教授等一同创立中国海洋湖沼学会二级学会中国藻类学会并担任首任理事长。

### 海藻分类学
曾呈奎以海藻分类学见长。自1933年发表《厦门的海萝及其它经济海藻》以来，持续地开展了海藻资源调查和分类研究，并培养出一大批藻类分类学家。他对渤海、黄海、东海和南海的底栖海藻调查和分类区系研究，发现了上百个新科，2个新属，1个新科和1门藻类(原绿藻门)的新纪录。他在海藻分类区系领域的研究奠定了中国海藻分类学在国际学术界的地位。编著了《中国经济海藻志》（1962）、《中国常见海藻》（英文版，1983，获1986年中科院科技进步三等奖）等，主持的「西沙群岛海洋生物调查研究」项目获1987年国家自然科学三等奖。这些研究成果基本摸清了我国沿海的底栖海藻种类和资源，为编写《中国海藻志》提供了基础数据和科学依据。曾呈奎教授曾任《中国孢子植物志》（包括《中国淡水藻志》、《中国海藻志》、《中国真菌志》、《中国地衣志》以及《中国苔藓志》）第四届编委会主任，以及《中国海藻志》主编。著有《中国海藻志》两册：第二卷 红藻门 第二册 顶丝藻目 海索面目 柏按藻目；第三卷 褐藻门 第二册 墨角藻目。

### 海洋生物技术
曾呈奎提出中国发展海洋生物技术的设想，与他毕生“基础和应用并重、理论密切联系实际”研究传统密不可分。上世纪90年代作为首席科学家承担了国家攀登计划Ｂ项目（攀登计划为科技部973计划，即“国家重点基础研究发展计划”前身）“海水增养殖生物优良种质和抗病力的研究”，极大推动了中国海洋生物技术研究向生产的转化，并使中国海洋生物技术的研究与应用跻身于国际领先行列。

## 奖项和荣誉
1980年当选为中国科学院院士（学部委员）。1985年当选第三世界科学院院士。1987年获美国俄亥俄州立大学荣誉科学博士学位。1991年当选世界水产养殖学会永久荣誉会员。